# Hyllisia occidentalis
Hyllisia occidentalis là một loài bọ cánh cứng trong họ Cerambycidae.